# Marcel Fautrad
Marcel Fautrad est un écrivain français né le 30 mars 1908 à Rennes et mort le 2 août 1942 à Melleray-la-Vallée,.
Créateur du courant de la littérature prolétarienne, il est l'auteur de nombreux romans, d'essais sur le cinéma, les lettres, les traditions populaires. Il a fondé une dizaine de revues libertaires dans lesquelles il faisait la promotion de la littérature d'expression populaire et des utopies sociales.

## Biographie

### Instituteur
Il effectue ses études aux Écoles normales d'Angers et de Laval et devient instituteur. Il exerce tout d'abord à comme stagiaire à Ambrières (1930-1931), puis à Thorigné-en-Charnie et enfin à Melleray-la-Vallée pour la rentrée 1931-1932. Il épouse Genevève Massicot, institutrice, en 1930.
Maître d'école, secrétaire de mairie, il vit à la campagne avec des 4 enfants. Militant syndicaliste, il écrit par plaisir, et publie plusieurs articles dans différents journaux. Avec sa femme, ils sont tous les deux instituteurs, à Melleray-la-Vallée.
Compagnon de Célestin Freinet, instituteur. Il est l'auteur de Entre Maine et Normandie, récits et contes paysans qui sort en édition posthume en 1946, préfacé par Henry Poulaille. Pendant l'occupation, il aide en compagnie de son ami Albert Ravé les réfugiés et les prisonniers.  Pendant la Seconde guerre mondiale, il participe avec son ami Albert Ravé, instituteur, au maquis de La Baroche-Gondouin.

### Écrivain
Il est aussi l'auteur de plusieurs poésies et ouvrages. Fautrad est lié d'amitié avec plusieurs poètes, notamment avec Luc Decaunes et Paul Éluard. Il a collaboré à Soutes. 
Il a signé ses premiers articles sous le pseudonyme de Jacques Barnery dans la Revue du Centre, et l'Écho du Maine. Admirateur de Blaise Cendrars, il commence en littérature en envoyant à Henry Poulaille un poème sur l'écrivain qu'il fait publier dans Prolétariat. Grand lecteur, il publie des rubriques sur les livres et les revues pendant plusieurs années dans l' Éducateur prolétarien de Célestin Freinet, L'École émancipée, et la Voix Syndicale.
Il publie de façon sporadique un poème, un conte, une étude, dans les journaux : les Primaires, les Humbles, la Courte Paille, Jeux, Prémices, le Petit Bara, Vendredi, Mirages, la Nouvelle Saison, dans Esprit, dans le Peuple, l' Émancipation paysanne, la Hune, Cumul, Regain, Cassandre, Anthologie (revue belge), l' Équerre, Tours d'Ivoire (revue belge).
Il donne aussi plusieurs études dans des revues sur l'enseignement : le Dessin enfantin, la Méthode Decroly, le Mystère de l'Enfance, l'Imprimerie à l'école. En 1932, il engage les maîtres à se détourner des films parlants. Dans un article publiée dans L'École émancipée, le 7 juin 1936, il écrit :« Il faut proscrire les films parlants avec énergie, ils ne doivent pas pénétrer dans nos classes. Le congrès international du Cinéma éducateur (Rome, 1934)... préconise le film muet avec la parole du maître strictement adapté à la compréhension des élèves ».
Il est aussi un des plus actifs à mener la défense de Célestin Freinet. On trouve aussi sous sa plume des études à propos des Noëls populaires, ou sur ses maîtres en poésie. La partie publiée de son œuvre comme Pacific (dans les Primaires), Voix du Monde (dans Prolétariat), Viva villa (dans Cumul), Danse Banjo, et la Mort pour tous est mort (dans la Nouvelle Saison) n'est pas la plus significative. Il a aussi laissé des poèmes inédits où sa personnalité apparaît dégagée des influences de Blaise Cendrars, Jacques Prévert ou Paul Éluard.
Après sa mort en 1942, Jean Flory veut éditer Entre Maine et Normandie, recueil de contes paysans de Marcel Fautrad, instituteur poète.

## Notices
- Dictionnaire biographique, mouvement ouvrier, mouvement social : Notice biographique.